# 남강공주
남강공주(중국어: 南康公主, 1373년 - 1438년 11월 15일)는 명나라의 공주이다. 명 태조 주원장의 10녀이고, 어머니는 임씨이다.
홍무 6년에 태어났다. 홍무 21년 (1387년)에 남강공주(南康公主)로 봉해졌고, 동천후 호해의 아들 호관에게 하가했다. 영락 초기에 남강장공주(南康長公主)에 봉해졌고, 홍희 초기에 남강대장공주(南康大長公主)로 진봉되었다.
호해는 죄를 지어, 녹봉과 옥답을 빼앗겼지만, 이 혼사로 전봉은 그대로 유지되었다. 건문 3년, 호관은 이경륭을 따라 북벌 정벌을 하다가, 연왕 주체 부대에 붙잡혔다. 영락 초년에 주체가 용서하였다. 당시 도어사 진영 등은 호관을 일반 백성을 취하고, 기생을 첩으로 삼았다는 이유로 강하게 탄핵하였다. 그래서 호관은 파면되었고, 스스로 목숨을 끊었다. 선덕 연간에 공주는 자신의 아들 호충을 위해 후계자로 삼고, 후에 효릉위 지휘첨사로 승진하게 하고, 동지로 들어갔다.
정통 3년 10월 기묘일 (1438년 11월 15일), 공주가 66세의 나이로 사망했다.